# Пудельпойнтер
Пудельпойнтер (нем. Pudelpointer) — легавая порода собак немецкого происхождения, появившаяся путём скрещивания пуделя с английским пойнтером. Порода используется для подружейной охоты на любой местности: в лесу, полях и на водоемах.

## История
Пудельпойнтер — собака, происходящая от двух пород: пуделя и пойнтера. Целью заводчиков было создать собаку, сочетающую интеллект, лёгкость в дрессировке и любовь к воде пуделя с отличным охотничьим инстинктом пойнтера, чутьём и выносливостью пойнтера.
Первое скрещивание пуделя и английского пойнтера произошло в Германии в 1881 году. Гены пуделя оказались более доминирующими, чтобы изменить это, в разведение было введено больше пойнтеров. В течение 30 лет в разведении было использовано около 80 пойнтеров и всего 11 пуделей.
В 1959 году порода была принята FCI.

## Внешний вид
Голова умеренно длинная, широкая. Череп плоский, широкий. Морда длинная. Зубы крупные, крепкие. Прикус ножницеобразный. Глаза большие тёмно-янтарного цвета. Уши среднего размера. Нос сильно пигментирован, соответствует окрасу шерсти.
Шея средней длины, мускулистая. Холка ярко выраженная. Спина короткая и прямая, очень мускулистая. Круп средней длины, немного скошенный, также мускулистый. Грудь широкая и глубокая.
Хвост прямой, покрыт грубой шерстью. Может купироваться или быть оставлен естественной длины.
Передние конечности прямые и параллельные, сильные. Локти поставлены близко к телу. Задние ноги также прямые и параллельные, мускулистые и сильные. Бёдра длинные и широкие, с хорошей мускулатурой. Лапы круглые или овальные с жёсткой подушкой.
Шерсть жёсткая и грубая. Окрас: коричневый, цвет опавших листьев и чёрный.
Высота в холке кобелей 60-68 см; сук 55-63 см. Вес 20,5-31 кг.

## Характер
Пудельпойнтер - спокойная и уравновешенная собака, никогда не проявляет агрессию к людям, очень дружелюбная собака, привязанная к семье. Хорошо уживаются с детьми, будут с радостью играть с ними. Из-за сильного охотничьего инстинкта порода плохо уживается с кошками и мелкими домашними животными (попугаи, хомяки и т.д.) 
Порода умная и хорошо обучаемая, всегда стремиться угодить хозяину. Требует ранней социализации. Пудельпойнтер нуждается в регулярных физических нагрузках. Учитывая резвый характер этой породы, не рекомендуется содержать эту собаку в квартире.

## Здоровье
Пудельпойнтер довольно здоровая порода, наиболее часто встречающимся заболеванием у них является дисплазия тазобедренного сустава. Также из-за висячих ушей порода предрасположена к различным ушным инфекциям, поэтому собаке время от времени нужно чистить и осматривать уши.